# المعملة (المكلا)

تعديل مصدري - تعديل

المعملة هي إحدى قرى عزلة المكلا بمديرية المكلا التابعة لمحافظة حضرموت، بلغ تعداد سكانها 26 نسمة حسب تعداد اليمن لعام 2004.